# Động đất Thụy Tuệ 1972
Động đất Thụy Tuệ 1972 (tiếng Trung: 1972年瑞穗地震) là trận động đất xảy ra vào lúc 17:57:21 (TST), ngày 24 tháng 4 năm 1972. Trận động đất có cường độ 7,0 Mw, tâm chấn độ sâu khoảng 22,2 km. Hậu quả trận động đất đã làm 5 người thiệt mạng.